# Ferdinand de Béhagle
Jean Jacques Marie Ferdinand de Béhagle (Ruffec, 18 luglio 1857 – Dikwa, 15 ottobre 1899) è stato un esploratore francese.
Prestò servizio nell'amministrazione coloniale in Algeria e viaggiò nel Congo e nella regione dell'Ubangi. Mentre tentava di trovare una via terrestre praticabile dal Congo al Mediterraneo attraverso il Ciad, fu fatto prigioniero da Rabih al-Zubayr e impiccato.

## Amministratore coloniale ed esploratore
Jean Jacques Marie Ferdinand de Béhagle nacque a Ruffec, nella Charente il 18 luglio 1857. Divenne ufficiale della marina mercantile e poi amministratore in Algeria, dove prestò servizio dal 1885 al 1891. Il 15 settembre 1885 sposò Rosine Dehoux a Bône.
Nel 1892 de Béhagle fece parte come volontario della missione esplorativa organizzata da Casimir Maistre, François Joseph Clozel e Albert Bonnel de Mézières, che fece seguito alla tragica spedizione di Paul Crampel. La missione risalì il fiume Congo, poi il fiume Ubangi, ed esplorò quindi lo spartiacque tra i bacini del Ciad e del Congo. Ritornato in Francia, tra il 1893 e il 1897 de Béhagle pubblicò alcune relazioni scientifiche sul bacino del Ciad. De Béhagle e Paul Bourdarie tennero inoltre dei discorsi presso la Société africaine de France, nei quali sottolinearono l'importanza della collaborazione militare tra i coloni francesi e i nativi per la difesa delle colonie.

## Spedizione nel Bornu

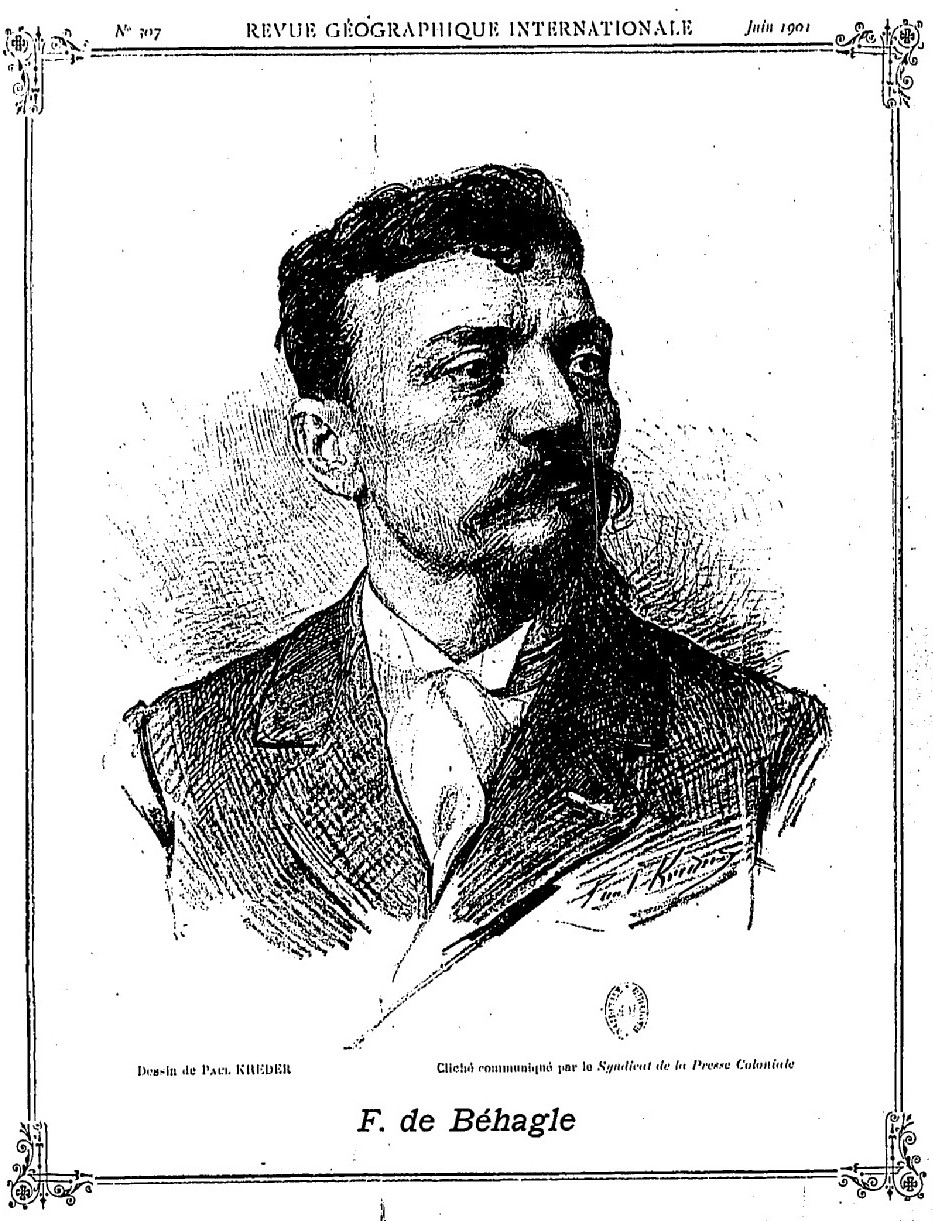
Tavola tratta dal libro di de Béhagle Voyage commercial et scientifique au bassin du Tchad, Afrique centrale (1896)

Negli anni '90 del XIX secolo il signore della guerra sudanese Rabih al-Zubayr stava attivamente espandendo il suo potere nell'ex impero Bornu, intorno al lago Ciad. Costruì una fortezza a Dikwa, a sud del lago Ciad, e cercò di ottenere munizioni per modernizzare il suo esercito dalla Royal Niger Company britannica.
L'ufficiale francese Émile Gentil, che aveva raggiunto partendo dal Congo il fiume Chari, nel 1897 firmò un trattato di protettorato con Abd al-Rahman Gaorang, 25º sultano del Baguirmi, la cui capitale Massenya nel 1893 era stata distrutta da Rabih. Sempre nel 1897, de Béhagle condusse delle trattative politiche e commerciali con Rabih, allo scopo di firmare con lui un'alleanza in funzione anti-britannica.
Bonnel de Mézières ingaggiò per il suo Syndicat commercial français des bassin du Tchad et de l'Oubangui (SCFBTO) de Béhagle, cui fu chiesto di trovare una rotta terrestre economicamente sostenibile dal Congo al Mar Mediterraneo attraverso il Ciad. Nel 1898, de Béhagle e Toussaint Mercuri lasciarono Bangui, oggi nella Repubblica Centrafricana, diretti verso il Ciad. Durante il viaggio esploraraono il corso dei fiumi Tomi e Gribingui, trovandone le sorgenti.
Nel luglio del 1898 si recarono da Gaorang a Kouno, per valutare la possibilità di un sostegno della Francia nei suoi confronti, nonostante la sua debole autorità sul Baguirmi e le possibili conseguenze delle guerre con Rabih e il signore dell'Ouaddaï.
All'inizio del 1899 de Béhagle tornò da Rabih, che disponeva ormai di un esercito di 10000 uomini e aveva imposto il suo dominio sul vecchio impero Bornu, dopo aver reso i sultani suoi vassalli e aver imposto una legge basata sulla shari'a. De Béhagle fu ricevuto da Rabih a Dikwa il 14 marzo 1899. All'inizio fu trattato bene, ma i due uomini entrarono presto in contrasto: Rabih voleva comprare i fucili di de Béhagle, che rifiutò di venderli e fu gettato in prigione.

## Morte
Nel 1898 Émile Gentil aveva ricevuto il comando di una nuova missione francese per contrastare Rabih nel Baghirmi. Henri Bretonnet, inviato in avanscoperta per salvare de Béhagle, si scontrò con Rabih sul Chari. Nella battaglia di Togbao, che si combatté il 17 luglio 1899 sulle rive del Chari, circa 100 chilometri a nord di Fort Archambault (l'attuale Sarh), Bretonnet e la maggior parte dei suoi uomini furono uccisi.
Rabih ordinò quindi l'esecuzione di de Béhagle, che fu impiccato e il cui corpo fu gettato in una fossa. La data esatta dell'esecuzione, eseguita da Fadlallah, figlio di Rabih, su ordine del padre, è sconosciuta. Per Bradshaw e Fandos-Rius è avvenuta tra l'agosto e l'ottobre del 1899; Émile Gentil propone la data del 15 agosto 1899; Coquery-Vidrovitch e Baker propongono quella del 15 ottobre 1899. Il corpo di De Béhagle, recuperato nel 1901 dalle truppe del colonnello Georges Destenave, fu sepolto a Fort Lamy, l'attuale N'Djamena.

## Onorificenze e riconoscimenti
Ferdinand de Béhagle fu nominato nel settembre 1894 ufficiale dell'Ordine reale della Cambogia da Théophile Delcassé, allora ministro delle colonie: la proposta di nomina fu presentata da Fernand Blum, commissario dell'esposizione premanente delle colonie all'esposizione di Lione. La decorazione gli fu consegnata il 1º dicembre 1894 da Victor Lourties, ministro del commercio, durante una seduta della Société africaine de France.
Rue Ferdinand-de-Béhagle fu aperta a Parigi nel 1932 nel 12° arrondissement vicino al Museo delle Arti Africane e Oceaniche, e fu intitolata all'esploratore il 3 febbraio 1936. Una rue de Béhagle esiste anche a Courbevoie, al confine con Asnières-sur-Seine.

## Pubblicazioni
Le pubblicazioni di Ferdinand de Béhagle includono:
- (FR) Ferdinand de Béhagle, Observations astronomiques de la Mission Maistre en Oubangui-Chari et dans le sud du Tchad, relevés faits par Ferdinand de Béhagle, 1892-1893, 1893.
- (FR) Ferdinand de Béhagle, Projet de voyage commercial du Congo à la Méditerranée par le Tchad et ses affluents, soumis à la Société d'économie politique, industrielle et commerciale, Parigi, Lecène, Oudin et Cie, 1893,  p. 16.
- (FR) Ferdinand de Béhagle, Niger, Bénoué et les droits de la France, in Congrès de Caen, Parigi, Association française pour l'avancement des sciences, 1894,  p. 15.
- (FR) Ferdinand de Béhagle, Le Bassin du Tchad, conférences faites dans les villes du groupe géographique du Sud-Ouest, les 13, 14 et 15 novembre 1893..., in Bulletin de la Société de géographie commerciale de Bordeaux, Bordeaux, G. Gounouilhou, 1894,  p. 31.
- (FR) Ferdinand de Béhagle, Des moyens de combattre la dépopulation en Afrique, in Bulletins et mémoires de la Société africaine de France, Paris, J. André, April–May 1895,  p. 30.
- (FR) Ferdinand de Béhagle, Note sur un projet de voyage commercial du Congo à la Méditerranée, in Bulletins et mémoires de la Société africaine, Parigi, J. André, 1895,  p. 17.
- (FR) Ferdinand de Béhagle, Voyage commercial et scientifique au bassin du Tchad, Afrique centrale, Arcis-sur-Aube, Arcis-sur-Aube, 1896,  p. 32.
- (FR) Ferdinand de Béhagle, Âme d'esclave (étude de moeurs sahariennes), in Bureaux de la "Revue de l'Islam", Parigi, 1897,  p. 86.